# Новохазіно
Новоха́зино (рос. Новохазино, башк. Яңы Хажи) — присілок у складі Краснокамського району Башкортостану, Росія. Входить до складу Куяновської сільської ради.
Населення — 339 осіб (2010; 335 у 2002).
Національний склад:
- башкири — 74 %